# Dokken
Dokken est un groupe américain de glam metal, originaire de Los Angeles, en Californie. Le groupe se sépare en 1989 et se reforme quatre années plus tard. Ils comptent trois singles ayant atteint les classements musicaux (Alone Again, In My Dreams et Burning Like a Flame) et plus de 10 millions d'albums vendus à l'international en 2002. Beast from the East est nommé d'un Grammy Award dans la catégorie de meilleure performance metal en 1989.
La formation classique de Dokken comprend le fondateur Don Dokken au chant, George Lynch à la guitare solo, Mick Brown à la batterie, et Jeff Pilson, qui remplace Juan Croucier de Ratt au début de 1984, à la basse. Cette formation reste stable entre 1984 et 1989, et une nouvelle fois entre 1993 et 1997 ; seuls Dokken et Brown sont des membres originaux restants.

## Historique

### Débuts
Le premier groupe de Don Dokken, Airborn, est formé en 1976. Il joue dans plusieurs clubs de Los Angeles, dont le Starwood sur Sunset Strip. Airborn comprenait Bobby Blotzer à la batterie, et Juan Croucier à la basse, mais Blotzer et Croucier quittent le groupe en 1978 pour former FireFoxx. Don Dokken sera incapable de garder le nom de Airborn car un groupe homonyme avait déjà signé un contrat avec un label. Avec Greg Pecka à la batterie, et Steven R. Barry à la basse, Dokken enregistre un 7" single, Hard Rock Woman b/w Broken Heart, publié en 1979 sous le nom de Dokken. Une formation de Dokken comprenant Don, le guitariste Greg Leon, le batteur Gary Holland, et le bassiste Gary Link tournent en Allemagne en 1979 où le groupe fait la rencontre du futur producteur Michael Wagener. Dokken tourne encore en Allemagne en 1980, cette fois avec Croucier à la basse.
Juan Croucier quitte Dokken en 1983 avant la publication de la vidéo de Breaking the Chains pour se joindre à Ratt. Il est remplacé par Jeff Pilson. L'album Tooth and Nail est publié le 13 septembre 1984 et contient plusieurs hits dont Just Got Lucky, Alone Again, et Into the Fire. Le 9 novembre 1985, le troisième album du groupe, Under Lock and Key, est publié. Il contient les singles In My Dreams (#24), The Hunter (#25) et It's Not Love. Après leur tournée à succès avec Scorpions, Dokken revient en studio d'enregistrement en décembre 1986 pour enregistrer la chanson Dream Warriors, la bande originale du film A Nightmare on Elm Street 3: Dream Warriors. Ils s'attellent ensuite à l'enregistrement de l'album Back for the Attack publie le 27 novembre 1987, et comprend les singles Burning Like a Flame (#20), Heaven Sent et Prisoner (#37). Après Back for the Attack, le groupe participe au Monsters of Rock Tour 1988 en été 1988 avec Van Halen, Scorpions, Metallica, et Kingdom Come.

### Séparation et retour (1989–1997)
Dokken se sépare en mars 1989, à cause de divergences créatives et personnelles entre Don Dokken et George Lynch. Pendant la séparation, Lynch et Brown forment Lynch Mob et enregistrent deux albums : Wicked Sensation en 1990, et Lynch Mob en 1992. Don Dokken enregistre aussi un album solo notable, Up from the Ashes en 1990. 
Don Dokken écrit un autre album en solo en 1993. Intitulé Dysfunctional, l'album est enregistré et produit au studio de Don. Le groupe se réunit en 1994 avec Mick Brown et Jeff Pilson. Dokken est signé chez Columbia Records, et l'album parvient à se vendre à 300 000 exemplaires malgré le déclin de popularité du groupe à cette période. À la tournée promotionnelle de Dysfunctional, de vieilles tensions sont ravivées entre George et Don et le groupe commence à se scinder. Lors d'une apparition à la radio, avec comme Sponsor Columbia Records, Lynch quitte soudainement le studio et refuse d'y revenir. Après cet événement, le label renvoie Dokken quatre jours plus tard. One Live Night, un album live acoustique est publié en 1996 par leur nouveau label, CMC International, et est suivi par Shadowlife en 1997. Don Dokken est insatisfait de Shadowlife, un album sur lequel Lynch avait le contrôle créatif total. Don explique d'une manière sarcastique que Lynch a voulu descendre le groupe : « C'est un album somptueux. Grâce à ça, ça sera la fin de Dokken, et c'est ce que j'ai toujours voulu. »

### Déclin et changements (1997-2008)
À la fin de 1997, Lynch quitte le groupe. À la recherche d'un guitariste, Dokken contacte le guitariste du groupe Europe, John Norum. Lynch tente de rejoindre le groupe, quelques jours avant leur tournée, proposition refusée par le reste du groupe. Une poursuite judiciaire est engagée entre Lynch et le groupe ; Lynch réclame 1 million de dollars. Après la tournée, John Norum ne peut continuer avec le groupe. Dokken engage alors le guitariste de Winger, Reb Beach, et enregistre en 1999 l'album Erase the Slate. Dokken publie un autre album live intitulé Live from the Sun en 2000 avant le départ de Beach.
Beach, qui souhaite se consacrer à d'autres projets et ne pas être à long terme au sein de Dokken, est remplacé par John Norum, qui peut participer à la fois aux enregistrements et aux tournées du groupe. Le bassiste Jeff Pilson quitte aussi le groupe, et est remplacé par Barry Sparks. En 2004, lors d'une interview, Don Dokken explique le départ de Jeff : « Il voulait faire autre chose et ne voulait plus jouer les mêmes chansons encore et toujours. » Des premiers membres ne restent que Dokken et Mick Brown. Cette formation publie l'album Long Way Home, mais Norum souffrira d'une blessure à la main et se verra remplacé par l'ancien guitariste de Dark Lord, Alex De Rosso, pour les tournées en 2002. Cette même année, Dokken participe au festival rock Metal Edge avec Ratt et FireHouse, notamment. Au printemps 2003, Dokken se lance dans une longue tournée américaine, ouvrant pour Scorpions et Whitesnake. Après la tournée, le guitariste Alex De Rosso perd son passeport et doit retourner en Italie ; Don Dokken fait alors appel à Jon Levin. Levin se joint au groupe, et la formation de Dokken, Brown, Levin, et Sparks reste stable jusqu'en 2008. Dokken publie l'album Hell to Pay en 2004, une approche moderne musicale du groupe selon la presse spécialisée. Le groupe continue ses tournées en 2005 et 2006. 2007 assiste à la publication de la compilation From Conception: Live 1981 et du DVD Unchain the Night,.

### Réunion brève (2008-2010)

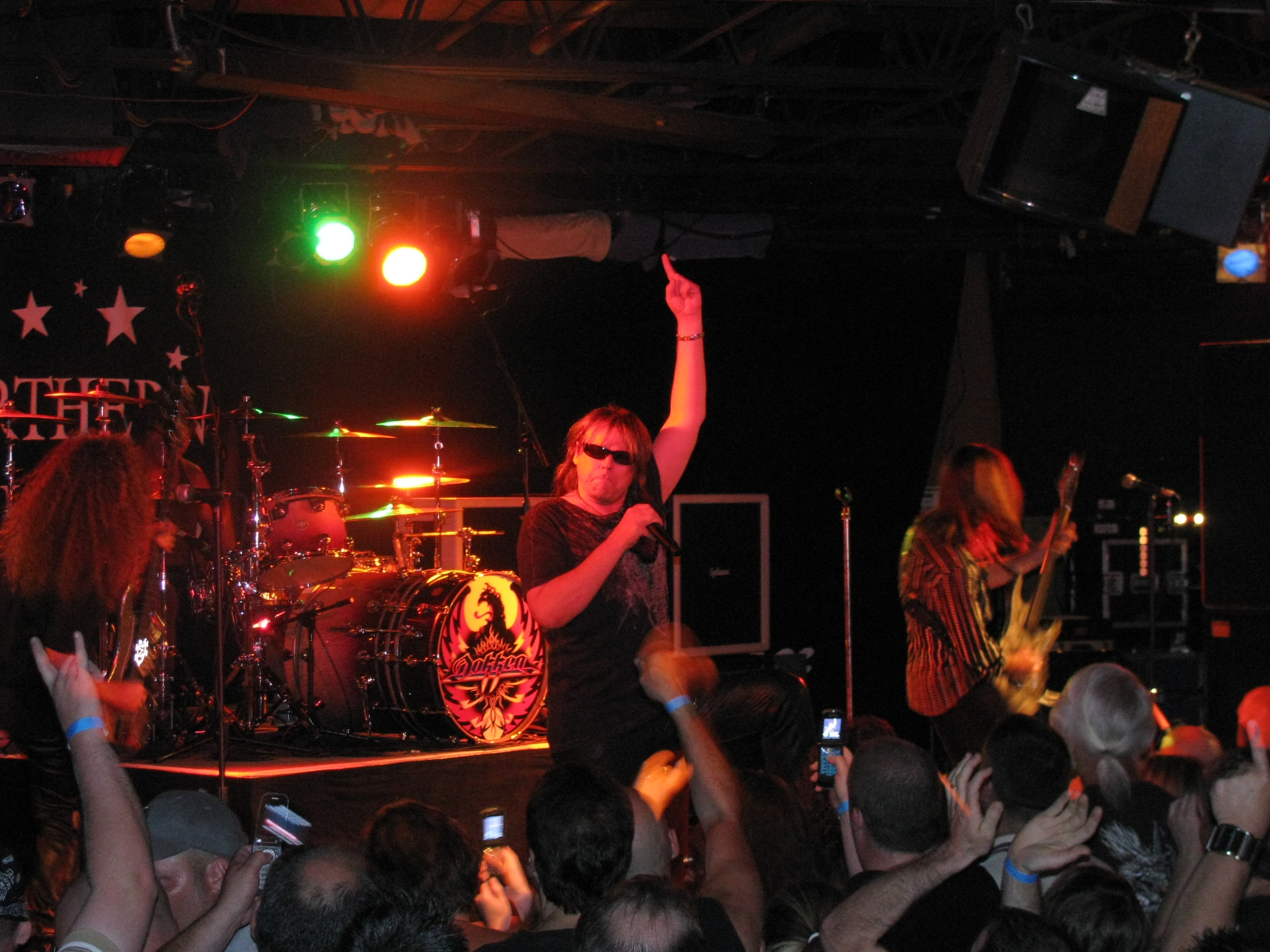
Dokken au Northern Lights de Clifton Park, NY. le 5 août 2008.

Le 13 mai 2008, Dokken publient leur quatrième album studio en quatre ans, Lightning Strikes Again, un succès commercial qui atteint la 13e place des classements aux États-Unis. L'album est un retour à la signature sonore du groupe, et les chansons sont typiquement signées Dokken. Don Dokken explique que Jon Levin était celui qui voulait refaire un album à la manière classique de Dokken. Entre printemps et été 2008, afin de promouvoir l'album, Don Dokken et Jon Levin participent à une douzaine d'interviews avec notamment Rockline, KNAC, The Classic Metal Show, et divers podcasts sur le site web du groupe.
Le 8 décembre 2010, George Lynch annonce qu'il n'y aura plus de réunion,.

### Broken Boneset shows (depuis 2011)
Dokken annonce un nouvel album pour le printemps 2012. L'album est publié à l'international au label Frontiers Records, qui annonce la signature de Dokken le 22 novembre 2011. Don Dokken annonce le titre du nouvel album, Broken Bones, qu'ils prévoient en novembre 2012. L'album est finalement publié le 25 septembre 2012. En novembre 2014, Sean McNabb est remplacé par le bassiste Mark Boals.
En juin 2015, Dokken est annoncé pour le festival Rockingham au Rock City organisé les 23 et 25 octobre. Le 26 juin 2016, Don Dokken annonce une réunion avec George Lynch, Mick Brown et Jeff Pilson pour jouer plusieurs shows au Japon à la fin octobre 2016, et un show américain à la fin de septembre 2016,.

## Membres

### Membres actuels
- Don Dokken - chant (1977-1988, depuis 1993)
- Mick Brown - batterie (1977-1988, depuis 1993)
- Jon Levin - guitare (depuis 2003)
- Chris McCarvill - basse (2008, depuis 2015)

### Anciens membres
- Greg Pecka - batterie (1978)
- Gary Holland - batterie (1979)
- Jeff Tappen - basse (1978)
- Gary Link - basse (1978)
- Juan Croucier - basse (1978–1983)
- Greg Leon - guitare (1978)
- Peter Baltes - basse (1977–1978)
- George Lynch - guitare (1981–1988, 1993-1997)
- Reb Beach - guitare (1997, 1998–2001)
- Jeff Pilson - basse (1982–1988, 1993-2001)
- Barry Sparks - basse (2001-2008)
- John Norum - guitare (2002–2004)
- Sean McNabb – basse (live 2006, 2009–2014)
- Mark Boals - basse (2014-2015)

### Membres de tournées
- Mikkey D. - basse (2001, tour)
- Alex De Rosso - guitare (2004, tour européen)
- Frankie Banali - batterie (2002)
- Adam Hamilton - basse (2002)
- Greg Smith - basse (2005)
- Sean McNabb - basse (2006)

## Discographie

### Albums studio
- 1983 : Breaking the Chains
- 1984 : Tooth and Nail
- 1985 : Under Lock and Key
- 1987 : Back for the Attack
- 1995 : Dysfunctional
- 1997 : Shadowlife
- 1999 : Erase the Slate
- 2002 : Long Way Home
- 2004 : Hell to Pay
- 2008 : Lightning Strikes Again
- 2012 : Broken Bones
- 2023 : Heaven Comes Down

### Albums live
- 1988 : Beast from the East
- 1996 : One Live Night
- 2000 : Live from the Sun
- 2003 : Japan Live '95
- 2007 : From Conception: Live 1981

### Compilations
- 1994 : The Best of Dokken (que pour le Japon)
- 1999 : The Very Best of Dokken
- 2004 : Change The World: An Introduction
- 2006 : The Definitive Rock Collection

### Singles
- 1979 : Hard Luck Woman / Broken Heart
- 1981 : I Can't See You / Breakin' The Chains
- 1981 : Young Girls / Paris is Burning (Allemagne)
- 1982 : We're Illegal / Paris Is Burning (studio version)
- 1983 : Breaking the Chains / Felony
- 1983 : Paris is Burning (edit) / Paris is Burning (album) / Breaking the Chains
- 1984 : Bullet to Spare / Into the Fire
- 1985 : Alone Again / Tooth and Nail
- 1985 : It's not Love (edit) / It's not Love (album)
- 1985 : Just got Lucky / Don't Close your Eyes
- 1985 : The Hunter / Till the Livin' End
- 1986 : Dream Warriors (film version) / Back for the Attack / Paris is Burning (studio)
- 1986 : In My Dreams / Till the Livin' End / Alone Again
- 1986 : Lightning strikes again / It's not Love
- 1987 : Burning like a flame / Last Behind a Wall
- 1988 : Alone Again (live) / It's not Love (live)
- 1988 : Heaven Sent / Mr. Scary
- 1988 : So many tears / Mr. Scary
- 1988 : Two for Tuesday (Walk Away / Alone Again live)
- 1989 : Walk Away (live) / Unchain the Night (live)
- 1995 : Too High to Fly (edit) / Too High to Fly (album)
- 1995 : Nothing Left to Say / Nothing Left to Say (remix)
- 1995 : I Feel (album) / I Feel (remix) / I Feel (radio mix)
- 1999 : Maddest Hatter